# Premi e riconoscimenti di Natalie Portman

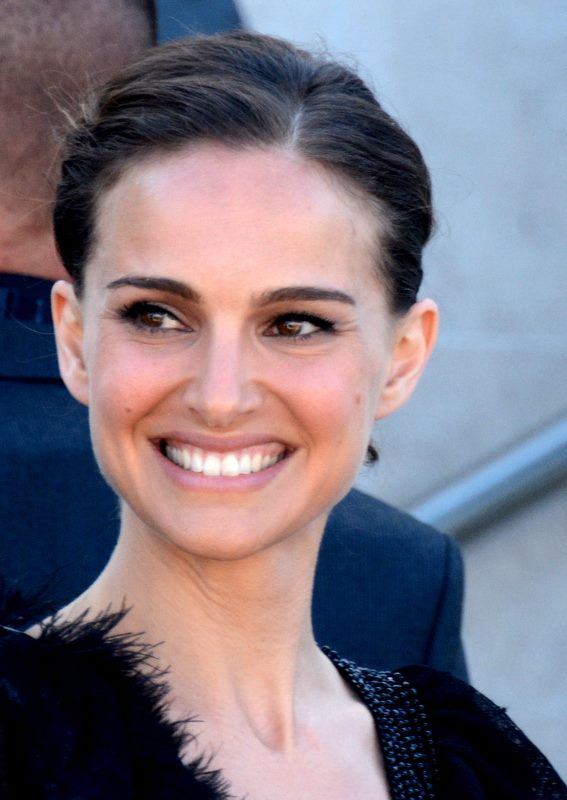
Natalie Portman

Questa è la lista dei principali premi e riconoscimenti di Natalie Portman, attrice, regista, produttrice cinematografica e attivista israeliana naturalizzata statunitense.

## Premi cinematografici e televisivi

### Principali
- Premio Oscar
  - 2005 – Candidatura alla migliore attrice non protagonista per Closer
  - 2011 – Migliore attrice protagonista per Il cigno nero
  - 2017 – Candidatura alla migliore attrice protagonista per Jackie[1]

- Golden Globe
  - 2000 – Candidatura alla migliore attrice non protagonista per La mia adorabile nemica
  - 2005 – Migliore attrice non protagonista per Closer[2]
  - 2011 – Migliore attrice in un film drammatico per Il cigno nero[3]
  - 2017 – Candidatura alla migliore attrice in un film drammatico per Jackie[4]
  - 2024 - Candidatura alla migliore attrice in un film commedia o musicale per May December
- Premi BAFTA
  - 2005 – Candidatura alla migliore attrice non protagonista per Closer
  - 2011 – Migliore attrice protagonista per Il cigno nero
  - 2017 – Candidatura alla migliore attrice protagonista per Jackie
- Screen Actors Guild Awards
  - 2011 – Candidatura al miglior cast per Il cigno nero[5]
  - 2011 – Miglior attrice per Il cigno nero[6]
  - 2017 – Candidatura alla migliore attrice per Jackie

### Altri
- Alliance of Women Film Journalists
  - 2011 – Candidatura alla miglior attrice per Il cigno nero
  - 2011 – Premio menzione speciale – Candidatura alla migliore descrizione di nudità, sessualità o seduzione (condiviso con Mila Kunis) per Il cigno nero
  - 2011 – Premio menzione speciale – Miglior momento indimenticabile per Il cigno nero
  - 2011 – Premio menzione speciale – Miglior momento più coraggioso per Il cigno nero
  - 2017 – Candidatura alla miglior attrice per Jackie

- Austin Film Critics Association
  - 2010 – Miglior attrice per Il cigno nero
  - 2016 – Candidatura alla miglio attrice per Jackie

- Boston Society of Film Critics
  - 2010 – Miglior attrice protagonista per Cigno nero - Black swan[7]
  - 2016 – Miglior attrice protagonista per Jackie

- Chicago Film Critics Association
  - 1996 – Candidatura alla miglior attrice non protagonista per Beautiful Girls
  - 1996 – Candidatura alla miglior attrice più promettente per Beautiful Girls, Tutti dicono I Love You e Mars Attacks!
  - 2009 – Candidatura alla miglior attrice non protagonista per Brothers
  - 2010 – Miglior attrice protagonista per Il cigno nero
  - 2016 – Miglior attrice protagonista per Jackie

- Critics' Choice Awards
  - 2005 – Candidatura alla miglior attrice non protagonista per Closer
  - 2005 – Candidatura al miglior cast per Closer (condivisa con Jude Law, Clive Owen, e Julia Roberts)
  - 2011 – Miglior attrice protagonista per Il cigno nero[8]
  - 2017 – Miglior attrice protagonista per Jackie

- Florida Film Critics Circle Awards
  - 2010 – Miglior attrice per Il cigno nero[9]
  - 2016 – Candidatura alla miglior attrice per Jackie
  - 2018 – Candidatura alla miglior attrice per Vox Lux

- Gold Derby Awards
  - 2004 – Candidatura al miglior cast per Ritorno a Cold Mountain
  - 2005 – Candidatura alla miglior attrice non protagonista per Closer
  - 2005 – Miglior cast per Closer
  - 2011 – Candidatura al miglior cast per Il cigno nero
  - 2011 – Miglior attrice per Il cigno nero
  - 2017 – Candidatura alla miglior attrice per Jackie
  - 2020 – Miglior attrice del decennio per Il cigno nero

- Independent Spirit Awards
  - 2011 – Miglior attrice protagonista per Il cigno nero[10]
  - 2017 – Candidatura alla miglior attrice protagonista per Jackie

- Irish Film and Television Awards
  - 2005 – Candidatura alla miglior attrice internazionale per La mia vita a Garden State
  - 2017 – Candidatura alla miglior attrice internazionale per Jackie

- Kansas City Film Critics Circle Awards
  - 2011 – Miglior attrice protagonista per Il cigno nero
  - 2017 – Miglior attrice protagonista per Jackie

- Las Vegas Film Critics Society
  - 2010 – Migliore attrice protagonista per Il cigno nero
  - 2016 – Migliore attrice protagonista per Jackie

- London Critics Circle Film Awards
  - 2005 – Candidatura all'attrice dell'anno per Closer
  - 2011 – Candidatura all'attrice dell'anno per Il cigno nero

- MTV Movie & TV Awards
  - 2005 – Candidatura alla migliore performance femminile per La mia vita a Garden State
  - 2005 – Candidatura al Miglior Bacio per Garden State (condiviso con Zach Braff)
  - 2011 – Candidatura alla Miglior performance femminile per Il cigno nero
  - 2011 – Candidatura al Miglior bacio per Il cigno nero (condiviso con Mila Kunis)
  - 2011 – Candidatura al miglior momento (Ma che ca...) per Il cigno nero

- National Board of Review
  - 2004 – Miglior cast per Closer (condiviso con Jude Law, Clive Owen e Julia Roberts)[11]

- New York Film Critics Online
  - 2010 –  Miglior Attrice per  Il cigno nero[12]

- Online Film Critics Society Awards
  - 2005 – Candidatura alla migliore attrice non protagonista per Closer
  - 2011 – Miglior attrice per Cigno nero - Black swan[13]
  - 2017 – Miglior attrice per Jackie

- Phoenix Film Critics Society Awards
  - 2010 – Miglior attrice protagonista per Il cigno nero[14]
  - 2016 – Candidatura alla miglior attrice protagonista per Jackie

- Razzie Awards
  - 2000 – Candidatura alla peggior coppia (condiviso con Jake Lloyd) per Star Wars: Episodio I - La minaccia fantasma
  - 2003 – Candidatura alla peggior coppia (condiviso con Hayden Christensen) per Star Wars: Episodio II - L'attacco dei cloni
  - 2003 – Candidatura alla peggior attrice non protagonista per Star Wars: Episodio II - L'attacco dei cloni[15]

- San Diego Film Critics Society
  - 2004 – Miglior attrice non protagonista per Closer[16]
  - 2010 – Candidatura alla miglior attrice per Il cigno nero
  - 2016 – Candidatura alla miglior attrice per Jackie

- Satellite Awards
  - 2005 – Candidatura alla migliore attrice non protagonista per Closer
  - 2005 – Candidatura alla migliore attrice in un film commedia o musicale per La mia vita a Garden State
  - 2010 – Candidatura alla miglior attrice in un film drammatico per Il cigno nero
  - 2016 – Candidatura alla miglior attrice per Jackie
  - 2024 - Candidatura alla miglior attrice in un film commedia o musicale per May December

- Saturn Award
  - 2000 – Candidatura al miglior attore emergente per Star Wars: Episodio I - La minaccia fantasma
  - 2003 – Candidatura alla miglior attrice per Star Wars: Episodio II - L'attacco dei cloni
  - 2006 – Candidatura alla miglior attrice per Star Wars: Episodio III - La vendetta dei Sith
  - 2007 – Miglior attrice per V per Vendetta
  - 2010 – Candidatura alla miglior attrice per Brothers
  - 2011 – Miglior attrice per Il cigno nero

- Teen Choice Awards
  - 2000 – Candidatura alla miglior attrice per Qui, dove batte il cuore
  - 2002 – Miglior attrice in un film drammatico/azione/avventura per Star Wars: Episodio II - L'attacco dei cloni
  - 2002 – Candidatura alla miglior chimica (con Hayden Christensen) per Star Wars: Episodio II - L'attacco dei cloni
  - 2005 – Candidatura alla miglior attrice in un film drammatico per Closer e La mia vita a Garden State
  - 2005 – Candidatura alla miglior attrice in un film d'azione/avventura per Star Wars: Episodio III - La vendetta dei Sith
  - 2005 – Candidatura alla miglior bugiarda per La mia vita a Garden State
  - 2005 – Candidatura al miglior bacio (con Zach Braff) per La mia vita a Garden State
  - 2005 – Candidatura alla miglior scena d'amore (con Zach Braff) per La mia vita a Garden State
  - 2006 – Candidatura alla miglior attrice in un film d'azione/avventura per V per Vendetta
  - 2011 – Miglior attrice in un film drammatico per Il cigno nero
  - 2011 – Candidatura al miglior bacio (con Mila Kunis) per Il cigno nero
  - 2011 – Candidatura alla miglior attrice in una commedia romantica per Amici, amanti e...
  - 2014 – Candidatura alla miglior attrice in un film fantasy per Thor: The Dark World

- Toronto Film Critics Association
  - 2010 – Candidatura alla miglior attrice per Il cigno nero
  - 2016 – Candidatura alla miglior attrice per Jackie

- Vancouver Film Critics Circle
  - 2005 – Candidatura alla migliore attrice non protagonista per Closer e La mia vita a Garden State
  - 2011 – Candidatura alla miglior attrice per Il cigno nero
  - 2016 – Candidatura alla miglior attrice per Jackie